# أندريا بوردمان
أندريا بوردمان (بالإنجليزية: Andrea Boardman)‏ هي متسابقة ملكة الجمال ومقدمة تلفزيونية بريطانية، ولدت في 6 نوفمبر 1967 في Enfield, London ‏ في المملكة المتحدة.

## وصلات خارجية
- أندريا بوردمان على موقع IMDb (الإنجليزية)